# Campeonato Mundial de Atletismo de 2007 - Arremesso de peso feminino
O arremesso de peso feminino no Campeonato Mundial de Atletismo de 2007 foi realizada no Estádio Nagai, em Osaka, no Japão, no dia 26 de agosto de 2007.

## Recordes
Antes desta competição, os recordes mundiais e do campeonato nesta prova eram os seguintes:
| Tipo                  | Atleta             | Distância | Local  | Data                  |
| --------------------- | ------------------ | --------- | ------ | --------------------- |
|                       | Natalya Lisovskaya | 22,63     | Moscou | 7 de junho de 1987    |
| Recorde do campeonato | Natalya Lisovskaya | 21,24     | Roma   | 5 de setembro de 1987 |

## Medalhistas
| Ouro               | Prata                 | Bronze        |
| Valerie Vili (NZL) | Nadine Kleinert (GER) | Li Ling (CHN) |

## Calendário
Todos os horários estão no horário local (UTC+9)
| Data         | Horário | Fase         |
| ------------ | ------- | ------------ |
| 26 de agosto | 10:30   | Qualificação |
| 26 de agosto | 19:45   | Final        |

## Resultados

### Qualificação
Qualificação: 18,35 m (Q) ou as 12 melhores performances (q).
Grupo A
| Pos. | Atleta                         | Nacionalidade  | 1     | 2     | 3     | Marca | Notas |
| ---- | ------------------------------ | -------------- | ----- | ----- | ----- | ----- | ----- |
| 1    | Valerie Vili                   | Nova Zelândia  | 19.45 |       |       | 19.45 | Q     |
| 2    | Li Meiju                       | China          | 19.05 |       |       | 19.05 | Q     |
| 3    | Chiara Rosa                    | Itália         | 18.77 |       |       | 18.77 | Q     |
| 4    | Li Ling                        | China          | 18.76 |       |       | 18.76 | Q     |
| 5    | Petra Lammert                  | Alemanha       | 18.72 |       |       | 18.72 | Q     |
| 6    | Yanina Karolchyk-Pravalinskaya | Bielorrússia   | 17.34 | 18.52 |       | 18.52 | Q     |
| 7    | Yumileidi Cumbá                | Cuba           | 18.17 | 18.22 | 18.29 | 18.29 | q     |
| 8    | Anna Avdeyeva                  | Rússia         | 17.52 | 17.42 | 18.19 | 18.19 |       |
| 9    | Helena Engman                  | Suécia         | X     | 15.27 | 17.50 | 17.50 |       |
| 10   | Kristin Heaston                | Estados Unidos | 17.14 | X     | 17.40 | 17.40 |       |
| 11   | Elisângela Adriano             | Brasil         | 16.92 | X     | 17.07 | 17.07 |       |
| 12   | Sarah Stevens                  | Estados Unidos | 16.87 | X     | 16.26 | 16.87 |       |
| 13   | Ana Pouhila                    | Tonga          | 16.41 | 16.61 | 16.62 | 16.62 |       |
| 14   | Lin Chia-Ying                  | Taipé Chinesa  | 16.05 | 16.20 | 16.41 | 16.41 |       |

Grupo B
| Pos. | Atleta                | Nacionalidade     | 1     | 2     | 3     | Marca | Notas                |
| ---- | --------------------- | ----------------- | ----- | ----- | ----- | ----- | -------------------- |
| 1    | Nadine Kleinert       | Alemanha          | 19.17 |       |       | 19.17 | Q                    |
| 2    | Anna Omarova          | Rússia            | 18.85 |       |       | 18.85 | Q                    |
| 3    | Gong Lijiao           | China             | X     | 18.20 | 18.38 | 18.38 | Q                    |
| 4    | Misleydis González    | Cuba              | 18.28 | 18.17 | 18.05 | 18.28 | q                    |
| 5    | Nadzeya Astapchuk     | Bielorrússia      | 18.23 | X     | 18.11 | 18.23 | q                    |
| 6    | Assunta Legnante      | Itália            | 17.26 | 17.86 | 18.19 | 18.19 |                      |
| 7    | Oksana Gaus           | Rússia            | 17.58 | 17.65 | 17.20 | 17.65 |                      |
| 8    | Cleopatra Borel-Brown | Trinidad e Tobago | 16.76 | 17.29 | X     | 17.29 |                      |
| 9    | Yoko Toyonaga         | Japão             | 16.34 | 16.52 | 17.02 | 17.02 | Recorde da temporada |
| 10   | Jillian Camarena      | Estados Unidos    | 16.95 | X     | 16.89 | 16.95 |                      |
| 11   | Irache Quintanal      | Espanha           | 16.53 | X     | 16.32 | 16.53 |                      |
| 12   | Anca Heltne           | Roménia           | 16.19 | 16.27 | X     | 16.27 |                      |
| 13   | Iolanta Ulyeva        | Cazaquistão       | 15.49 | 15.52 | 15.01 | 15.52 |                      |
| —    | Vivian Chukwuemeka    | Nigéria           | X     | X     | X     | NM    |                      |

### Final
A final ocorreu dia 26 de agosto às 19:45.
| Pos.              | Atleta                         | Nacionalidade | 1     | 2     | 3     | 4     | 5     | 6     | Marca   | Notas                |
| ----------------- | ------------------------------ | ------------- | ----- | ----- | ----- | ----- | ----- | ----- | ------- | -------------------- |
| Medalha de ouro   | Valerie Vili                   | Nova Zelândia | 19.89 | 19.74 | 19.80 | X     | 19.95 | 20.54 | 20.54   | Melhor marca do ano  |
| Medalha de prata  | Nadine Kleinert                | Alemanha      | 18.75 | 19.45 | 19.04 | X     | 19.77 | 19.72 | 19.77   | Recorde da temporada |
| Medalha de bronze | Li Ling                        | China         | 18.21 | 18.88 | X     | 18.92 | X     | 19.38 | 19.38   | Recorde pessoal      |
| 4                 | Petra Lammert                  | Alemanha      | 19.33 | X     | 19.27 | 18.86 | 18.92 | X     | 19.33   |                      |
| 5                 | Li Meiju                       | China         | 17.29 | 18.79 | 18.83 | 18.32 | 18.77 | 18.62 | 18.83   |                      |
| 6                 | Gong Lijiao                    | China         | 17.82 | 18.66 | X     | 18.34 | X     | X     | 18.66   |                      |
| 7                 | Chiara Rosa                    | Itália        | X     | 18.35 | 18.17 | 18.39 | X     | X     | 18.39   |                      |
|                   |                                |               |       |       |       |       |       |       |         |                      |
| 8                 | Anna Omarova                   | Rússia        | 18.20 | X     | X     |       |       |       | 18.20   |                      |
| 9                 | Yanina Karolchyk-Pravalinskaya | Bielorrússia  | X     | 18.17 | X     |       |       |       | 18.17   |                      |
| 10                | Misleydis González             | Cuba          | 17.36 | 18.14 | 17.87 |       |       |       | 18.14   |                      |
| 11                | Yumileidi Cumbá                | Cuba          | X     | 17.93 | 17.83 |       |       |       | 17.93   |                      |
| —                 | Nadezhda Ostapchuk             | Bielorrússia  | 20.04 | X     | 19.17 | X     | X     | 20.48 | 20.48 m | DSQ                  |

Legenda
| Recorde mundial       | Recorde mundial (World record)               |                       | Recorde africano                      | Recorde africano (African) |                                           | Q | Classificado por posição (Qualified) |
| Recorde do campeonato | Recorde do campeonato (Championship record)  | Recorde da América    | Recorde da América (Americas)         | q                          | Classificado por melhor tempo (Qualified) |   |                                      |
| Melhor marca do ano   | Melhor marca do ano (World leading)          | Recorde asiático      | Recorde asiático (Asian)              | DNS                        | Não largou (Did not start)                |   |                                      |
| Recorde nacional      | Recorde nacional (National record)           | Recorde europeu       | Recorde europeu (European)            | DNF                        | Não terminou (Did not finish)             |   |                                      |
| Recorde pessoal       | Recorde pessoal do atleta (Personal best)    | Recorde da Oceania    | Recorde da Oceania (Oceania)          | DSQ / DQ                   | Desclassificado (Disqualified)            |   |                                      |
| Recorde da temporada  | Recorde da temporada do atleta (Season best) | Recorde sul-americano | Recorde sul-americano (South America) | NM                         | Sem marca (No mark)                       |   |                                      |